# Sriram Krishnan
Sriram Krishnan   (Chennai, gener 1984) és un inversor de capital de risc, podcaster i autor indoamericà. Va ser soci a la empresa de capital risc Andreessen Horowitz. El 22 de desembre de 2024, el president electe dels Estats Units, Donald Trump, va anunciar el seu nomenament com a assessor sènior en polítiques d’intel·ligència artificial a la Casa Blanca.
Nascut a Chennai, Índia, en una família de classe mitjana, va estudiar Tecnologies de la Informació a SRM University (2001-2005). Està casat amb Aarthi Ramamurthy des del 2010. Ha liderat equips de producte a Microsoft, Twitter, Yahoo!, Facebook i Snap. A Facebook va desenvolupar la Facebook Audience Network, mentre que a Twitter va impulsar un creixement anual del 20% en usuaris. El 2021 es va incorporar a Andreessen Horowitz, liderant el llançament de la seva oficina a Londres el 2023. El 2022, va col·laborar amb Elon Musk en la reestructuració de Twitter després de la seva adquisició.
Juntament amb la seva esposa, Aarthi Ramamurthy, és coamfitrió del programa The Aarthi and Sriram Show, un podcast que va començar a Clubhouse i després es va traslladar a YouTube i altres plataformes, assolint més d’un milió de descàrregues el 2023. Han entrevistat figures com Elon Musk, Mark Zuckerberg i Tony Hawk.